# Cheyssieu
Cheyssieu település Franciaországban, Isère megyében. Lakosainak száma 1051 fő (2022. január 1.). Cheyssieu Vernioz, Assieu, Auberives-sur-Varèze és Les Côtes-d’Arey községekkel határos.

## Népesség
A település népességének változása:
| Lakosok száma | 403  | 566  | 648  | 933  | 1045 | 1034 | 1024 | 1028 | 1036 | 1051 |
|               | 1968 | 1982 | 1990 | 2006 | 2013 | 2015 | 2017 | 2019 | 2020 | 2022 |